# Luis Ángel Maté Mardones
Luis Ángel Maté Mardones (Madrid, 23 de març de 1984) és un ciclista espanyol, professional des del 2008 fins al 2024.
En el seu palmarès destaca una victòria d'etapa al Tour de San Luis i una altra a la Ruta del Sud. El 2012 guanyà les classificacions de la muntanya i de les metes volants de la Volta a Andalusia. Posteriorment liderà la classificació de la muntanya de la París-Niça.

## Palmarès
- 2005
  - Vencedor d'una etapa del Circuito Montañés
- 2007
  - Vencedor d'una etapa del Circuito Montañés
  - Vencedor d'una etapa de la Volta a Tenerife
- 2010
  - Vencedor d'una etapa del Tour de San Luis
- 2011
  - Vencedor d'una etapa de la Ruta del Sud
- 2012
  - Vencedor de la classificació de la muntanya i les metes volants de la Volta a Andalusia
- 2023
  - Vencedor d'una etapa de la Volta a Portugal
- 2024
  - Vencedor d'una etapa de la Volta a Portugal

### Resultats al Tour de França
- 2012. 130è de la classificació general
- 2013. 88è de la classificació general
- 2014. 31è de la classificació general
- 2015. 43è de la classificació general
- 2016. 55è de la classificació general
- 2017. 56è de la classificació general

### Resultats a la Volta a Espanya
- 2011. 63è de la classificació general
- 2012. 47è de la classificació general
- 2013. 42è de la classificació general
- 2014. 19è de la classificació general
- 2016. 22è de la classificació general
- 2017. 24è de la classificació general
- 2018. 106è de la classificació general
- 2019. 102è de la classificació general
- 2020. 23è de la classificació general
- 2021. 30è de la classificació general
- 2022. 62è de la classificació general
- 2024. 65è de la classificació general